# ラサ・アプソ
ラサ・アプソ（英語:Lhasa Apso）は、チベット原産の愛玩犬に分類される犬種のひとつである。チベットでは、アプソ・セン･カイ(英語表記：Apso Seng Kyi)と呼ばれる。

## 歴史
800年以上の歴史を有するラサ・アプソ。ラサの名称はチベット仏教の聖都ラサ市から、アプソはヤギを意味するチベット語のラプソが転訛したものである。主に聖都ラサ市の周辺寺院や一般家庭で繁殖が行われ、住居内で飼育されていた。聴覚が優れているため、来訪者の足音をいち早く察知し家人に知らせ、雪山では雪崩の前兆を察知するため重宝されていた。チベットの活仏として17世紀より崇められたダライ・ラマは、中国の皇帝や皇族に、ラサ・アプソを貢物として献上する習慣があり、1908年ダライ・ラマが清朝最後の宣統帝を訪れるまで続いた。中国の宮廷に古くから温存されてきたペキニーズと混血して生まれたのがシーズーであるとされている。
ラサ・アプソが西洋に紹介されたのは第二次世界大戦前で、特にアメリカで多くの繁殖が行われた。

## 特徴
二種の毛質を持つダブルコートで、頭部から四肢の先まで全身豊富で美しい長毛に覆われている。毛色は、金色、黒色、砂色、蜜色、暗灰色、褐色、赤色、斑など様々である。マズルの長さは頭蓋の3分の1、ストップは中間、噛み合せは逆シザーズバイトで歯列はストレート、鼻は黒く大きく、目の色は暗色で、形状はアーモンドアイまたは、オパールアイである。
頸は程よい長さで、背は力強く水平で、胸はかなり広くて深く筋肉が発達している。体高より体長が長く、尾の付け根は高所に位置する。
体高は、牡で25.4cm～28cm。牝は牡よりやや小さい。
性質は快活であるが、未知の人には用心深い傾向にあり。主人には忠実で服従心が強い。

## ギャラリー

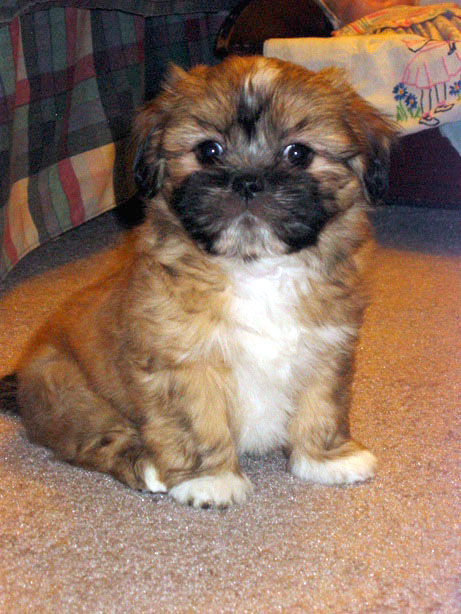
生後8週間の子犬
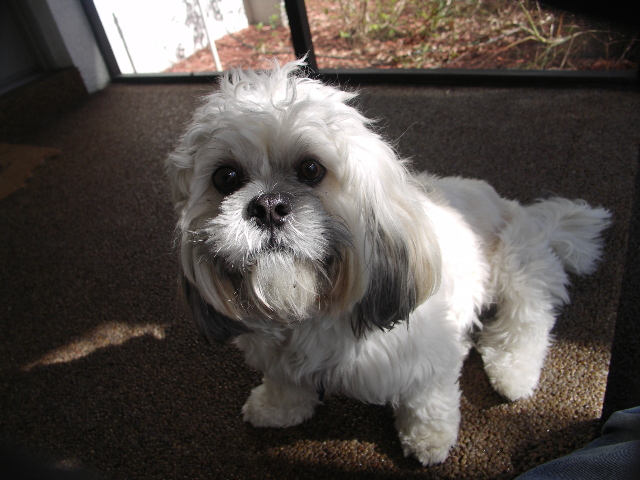
18か月の雄